# Oleksandrivka, Petropavlivka
Oleksandrivka (în ucraineană Олександрівка) este un sat în comuna Brahînivka din raionul Petropavlivka, regiunea Dnipropetrovsk, Ucraina.

## Demografie
Componența lingvistică a localității Oleksandrivka
     Ucraineană (83,45%)
     Rusă (16,55%)
Conform recensământului din 2001, majoritatea populației localității Oleksandrivka era vorbitoare de ucraineană (83,45%), existând în minoritate și vorbitori de rusă (16,55%).